# 스트랩리스 원피스
스트랩리스 원피스(영어: Strapless dress)는 어깨 끈 또는 다른 눈에 보이는 지지 수단 없이 상체 주위에 고정되는 옷이다. 보통 내부 코르셋 및 브래지어에 의해 지지되며, 바디의 팽팽함이 드레스가 위치에서 빠져나가는 것을 방지한다.